# Gregory Scott Reeves
Gregory Scott Reeves (* 16. Mai 1966 in Delight, Pike County, Arkansas) ist ein US-amerikanischer Schauspieler und Country-Sänger.

## Leben und Wirken
Reeves wurde in Arkansas geboren. Seine Familie war mit dem Sänger Glen Campbell befreundet. Seit 1990 ist er mit der Schauspielerin Melissa Reeves (geborene Brennan) verheiratet. Das Paar hat 2 Kinder und lebt heute in Franklin, Tennessee.
Im Schauspielbereich ist Reeves vor allem als Fernsehdarsteller aktiv. Seine wohl bekanntesten Rollen hatte er von 1991 bis 2001 als Ryan McNeil in Schatten der Leidenschaft, von 2009 bis 2013 als Steve Webber in General Hospital und von 2014 bis 2016 als Noel Laughlin in Nashville. 1994 gewann Reeves für seine Leistung in Schatten der Leidenschaft den Soap Opera Digest Award als bester Nachwuchsschauspieler.
Neben seiner Arbeit als Schauspieler ist Reeves auch musikalisch aktiv. 1993 veröffentlichte Reeves die EP One.2.1. 2003 gründete er zusammen mit seinem Schauspielkollegen, Aaron Benward, das Country-Duo Blue County. Gemeinsam veröffentlichte das Duo 2004 ein Album auf dem Label Curb Records, welches Platz 32 in den Billboard Top Country Albums erreichte.
2011 war Reeves für den Sänger Toby Keith als Co-Writer bei dessen Nummer-eins-Hit Made in America tätig.

## Filmografie
- 1988–1989: Zeit der Sehnsucht (Fernsehserie, 20 Folgen)
- 1988–1989: Familie Munster (Fernsehserie, 3 Folgen)
- 1989: Steven – Die Entführung (Fernsehfilm)
- 1989: Das bucklige Schlitzohr
- 1989: Freitag der 13. – Todesfalle Manhattan (Friday the 13th Part VIII: Jason Takes Manhattan)
- 1989: Teen Engels Rückkehr (Fernsehserie)
- 1991: Slayer
- 1991–2001: Schatten der Leidenschaft (Fernsehserie, 469 Folgen)
- 1996: Leinen los für die Liebe (Fernsehfilm)
- 1997: Die Jagd nach dem Baby  (Fernsehfilm)
- 1998: Chicago Hope: Endstation Hoffnung (Fernsehserie, 1 Folge)
- 1999: Ein halbes Dutzend Babys (Fernsehfilm)
- 2001: King of Queens (Fernsehserie, 1 Folge)
- 2001: Ein Hauch von Himmel (Fernsehserie, 1 Folge)
- 2001: Basic Training (Kurzfilm)
- 2006: Waitin' to Live
- 2007: Final Approach – Im Angesicht des Terrors (Fernsehfilm)
- 2009–2013: General Hospital (Fernsehserie, 304 Folgen)
- 2012: GCB (Fernsehserie, 1 Folge)
- 2014: Blue County: That's Cool (Kurzfilm)
- 2014–2016: Nashville (Fernsehserie, 14 Folgen)
- 2015: Hold/Fast (Kurzfilm)
- 2015: Überraschend unsichtbar (Fernsehfilm)
- 2015: Finding Carter (Fernsehserie, 1 Folge)
- 2017: Where the Fast Lane Ends
- 2018: Kingpin – Die größten Verbrecherbosse (Doku-Serie, 1 Folge)
- 2018: Christmas at Graceland (Fernsehfilm)
- 2019: Palau the Movie
- 2019: Atlanta Medical (Fernsehserie, 1 Folge)

## Diskografie

### Singles und EPs
- 1993: One.2.1
- 2003: Good Little Girls (Blue Country)
- 2004: That Summer Song (Blue Country)
- 2005: 40 Something Sure Looks Good On You (Blue Country)
- 2006: Firecrackers And Ferris Wheels (Blue Country)
- 2007: I Get To (Blue Country)

### Alben
- 2004: Blue Country (Blue Country)